# Initiative populaire « Élection du Conseil national basée sur la population de nationalité suisse »
L'initiative populaire « Élection du Conseil national basée sur la population de nationalité suisse », dite initiative Hochstrasser-Fonjallaz, est une initiative populaire suisse, rejetée par le peuple et les cantons le 25 octobre 1903.

## Contenu
L'initiative propose de replacer l'article 72 de la Constitution fédérale traitant du nombre de députés au Conseil national par une nouvelle version qui fixe ce nombre à un membre par tranche de 20 000 personnes de nationalité suisse par canton, par opposition avec la version précédente qui mentionnait un membre par tranche de 20 000 résidents.
Le texte complet de l'initiative peut être consulté sur le site de la Chancellerie fédérale.

## Déroulement

### Contexte historique
C'est à la suite du recensement de 1881 que la proposition d'attribuer le nombre de députés selon la population suisse uniquement est faite pour la première fois au sein d'une commission de travail ; elle est refusée, principalement sous prétexte qu'une injustice serait alors créée envers les cantons ayant une forte densité d'étrangers résidents, tels que Zurich, Genève et Bâle. En 1897, cette proposition revient sur la table lors des discussions sur la nécessité de procéder à un nouveau recensement de la population avant le renouvellement du parlement, ceci afin de refléter les changements démographiques survenus en plus de 15 ans. Déboutés une nouvelle fois, les deux députés ayant proposé cette motion, à savoir le vaudois Charles-Eugène Fonjallaz et le lucernois Candid Hochstrasser, choisissent alors de la transformer en initiative populaire qui prend rapidement leur nom.
L'argument premier des initiants repose sur une croissance du nombre d'étrangers, provoquant, selon eux, une situation où certains députés « ne représentent pas, en fait, la population suisse, mais des étrangers : Allemands, Français, Italiens, etc ».

### Récolte des signatures et dépôt de l'initiative
La récolte des 50 000 signatures nécessaires a débuté en janvier 1902, la date précise est inconnue. Le 28 février de la même année, l'initiative a été déposée à la chancellerie fédérale qui l'a déclarée valide le 25 mars.

### Discussions et recommandations des autorités
Le parlement et le Conseil fédéral recommandent le rejet de cette initiative. Dans son message adressé à l'assemblée, le Conseil fédéral met en avant que les étrangers, s'ils n'ont ni le droit de vote, ni celui d'éligibilité payent toutefois leurs impôts et sont soumis aux mêmes lois que les citoyens suisses, justifiant par là même leur inclusion dans les décomptes de population.
Selon les calculs de l'administration fédérale, le nombre de députés, en cas d'acceptation de l'initiative, passerait de 167 à 147, les cantons urbains et frontaliers étant les plus fortement touchés par cette baisse.

### Votation
Soumise à la votation le 25 octobre 1903, l'initiative est refusée par 16 4/2 cantons et par 75,6 % des suffrages exprimés. Le tableau ci-dessous détaille les résultats par cantons :

## Effets
Après cette votation, la question de la base électorale du Conseil national revint sur le tapis fédéral à plusieurs reprises : tout d'abord en 1930 lorsqu'une modification est proposée pour relever la base de décompte de 20 000 à 23 000 habitants ; cette motion est acceptée en votation populaire le 15 mars 1931. Une proposition faite par l'Alliance des Indépendants sous la forme d'une initiative de relever cette base à 30 000 personnes est refusée en votation le 3 mai 1942, alors qu'une autre, proposée par le Conseil fédéral en 1950 de faire passer la base à 24 000 personnes, est acceptée le 3 décembre 1950.
C'est finalement le 4 novembre 1962 que le peuple approuve une nouvelle modification de l'article 72 de la Constitution. À la suite de cette modification, le nombre de députés est fixé à 200, la répartition entre les cantons se faisant proportionnellement à leur population de résidence.
Cependant, malgré toutes ces votations sur le sujet, l'idée de limiter la base de décompte aux seuls citoyens suisses n'a plus été proposée en votation. Dans les différentes propositions, le résultat clair de cette initiative a toujours été cité comme justification à la non-proposition de cette idée.